# Rio Grande de Mindanao
Rio Grande de Mindanao, còn gọi là sông Mindanao, là hệ thống sông lớn thứ nhì tại Philippines, nằm trên đảo Mindanao. Sông có diện tích lưu vực là 23.169 km², thoát nước cho một phần lớn lãnh thổ của đảo, và có tổng chiều dài xấp xỉ 373 km. Sông là một huyết mạch về giao thông trên đảo, chủ yếu được sử dụng để vận chuyển nông sản và trước đây là gỗ. Các trung tâm dân cư ven sông là thành phố Cotabato, Datu Piang và Midsayap.
Rio Grande de Mindanao có nguồn tại cao nguyên Trung Central Mindanao gần bờ biển phía bắc của đảo, cụ thể là phần đông bắc của tỉnh Bukidnon, tại đó nó được gọi là sông Pulangi. Sau đó sông chảy về phía nam qua cao nguyên Bukidnon, nhận nước từ các chi lưu và sau đó chảy vào đồng bằng Cotabato, lắng đọng phù sa màu mỡ khi nó mở rộng và chuyển hướng tây vào lưu vực sông Cotabato. Cuối cùng, sông đổ vào vịnh Illana tại thành phố Cotabato. Sông có các phân lưu khi đổ ra biển là Cotabato ở phía bắc và Tamontaka ở phía nam thành phố Cotabato.
Các chi lưu của Rio Grande de Mindanao là sông Pulangi, sông Simuay, sông Buluan, sông Allah, sông Libungan, sông M'lang.